# Дрио, Эдуар
Эдуар Дрио (фр. Édouard Driault; 1864—1947) — французский историк, специалист по эпохе Наполеона I и «Восточному вопросу».
Основатель Revue des études napoléoniennes, выходившего два раза в год с 1912 по 1933 годы. Основатель и первый президент Института Наполеона (1932—1936).
Привлекался в качестве эксперта по «Восточному вопросу» к работе Версальской мирной конференции, оказал влияние на принятие решений о послевоенных границах Греции.
Лауреат Большой премии Гобера за 1918 и 1927 годы:
- 1918 — за работу Napoléon et l’Europe[5]
- 1927 — за работу Napoléon et l’Europe. La chute de l’Empire (1812—1815)[6] — рус. Наполеон и Европа. Падение империи (1812-1815)